# Mahalat
Mahalat (în ebraică מָחֲלַת) a fost fiica lui Ismael și soția a lui Esau.